# 1405
1405 (MCDV) je bilo navadno leto, ki se je po julijanskem koledarju začelo na četrtek.

## Dogodki
- 1. januar

## Rojstva
- 8. februar - Konstantin XI. Paleolog, bizantinski cesar († 1453)

Neznan datum
- Ivan Vitez, madžarski kardinal in humanist († 1472)
- Skenderbeg, albanski narodni junak († 1468)
- Ulug Mohamed, ustanovitelj Kazanskega kanata († 1445)

## Smrti
- 18. februar - Timurlenk, turško-mongolsko-perzijski osvajalec, ustanovitelj dinastije Timuridov (* 1336)
- 16. marec: 
  - Margareta III.[1], flandrijska grofica, burgundska grofica (II.), burgundska vojvodinja (* 1350)
  - Antonio Guarco, 20. genovski dož (* 1360)
- 20. junij - Alexander Stewart, škotski plemič, grof Buchan (* 1343)

Neznan datum
- Al-Damiri, arabski islamski pravnik in zoolog (* 1344)
- Bartolino da Padova, italijanski skladatelj (* 1365)
- Jean Froissart, francoski kronist (* 1337)
- Konrad Kyeser, nemški vojaški inženir (* 1366)